# 德國萊因TÜV集團
德国莱茵TÜV集团，亦称为TÜV莱茵集团，是一家德國技术服务供应商和技術測試機構。
Michael Fübi 是 TÜV Rheinland AG 管理委員會主席，Michael Hüther 是監事會主席。 TÜV Rheinland AG 的唯一股東是 TÜV Rheinland Berlin Brandenburg Pfalz e.V.。
TÜV萊茵擁有19,924名員工，2017年銷售額19.7億歐元，息稅前利潤1.306億歐元。 德國以外的業務佔銷售額的 45%。 該公司在全球各大洲都有自己的公司。 11,420 名員工在德國境外工作，8,504 名在德國工作。

## 服务领域

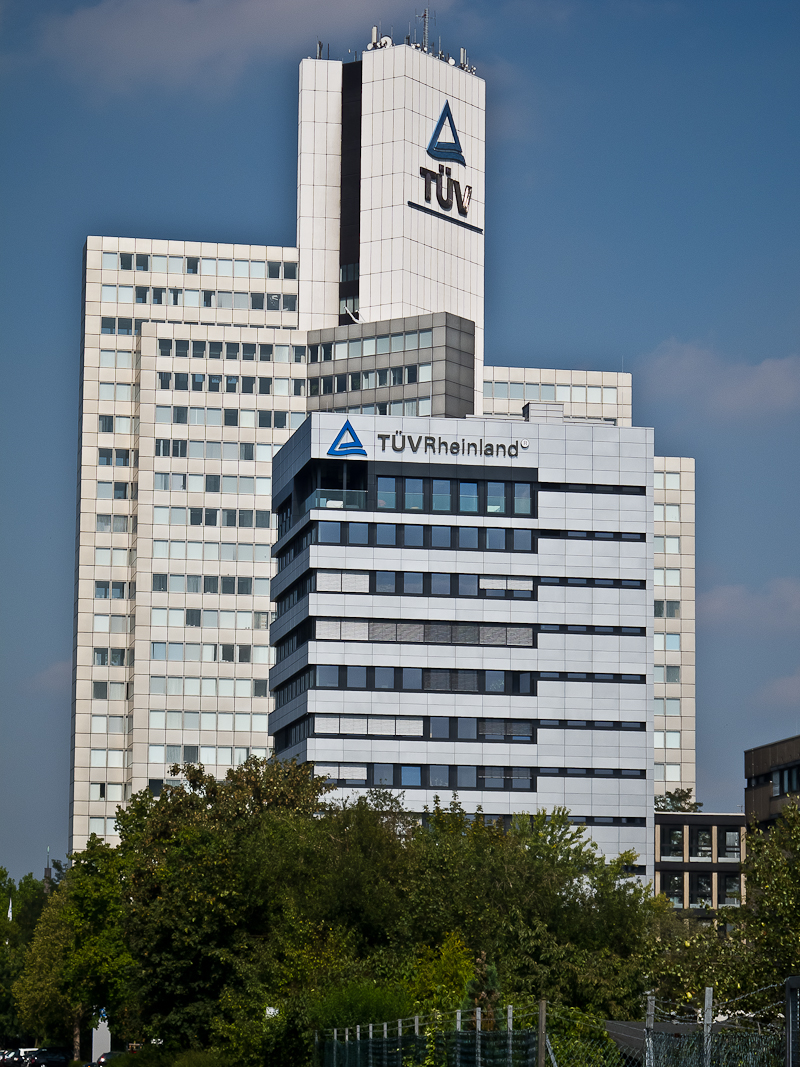
TÜV莱茵集团科隆总部

德国莱茵TÜV集团提供约2,500种服务，业务集中在39个领域，共涉及6大服务范畴：工业服务、交通服务、产品服务、生命科学服务、教育与咨询服务、管理体系服务。
- 工业服务：土木工程、工业和建筑项目咨询管理、电子工程及建筑技术、升降运输机械技术、能源及环境保护、工厂安全、承压设备和材料工程。

- 交通服务：航天技术、汽车服务和评估、驾驶执照、轨道系统安全、车辆产品型式认证、交通远程监控、咨询及物流、车辆年检、车辆技术。

- 产品服务类别：商用与工业产品、电子电气产品、能源、轻工产品、医疗器械、贸易与零售商服务、纺织品、玩具及化学。

- 管理体系服务领域：企业社会责任（TÜV RheinlandSTAR*, SA 8000）、能效（DIN 16001）、环境管理（ISO14001）、绿色信息技术整合管理系统信息技术安全（ISO 27001）、职业健康和安全（OHSAS 18001）、质量管理

（ISO 9001, ISO/TS 16949, EN 9100 ff...等）。
- 教育与咨询服务：商业咨询、为客户定制初级和在职培训、现代人事管理、人力资格认证、专业的信息。

- 生命科学服务：食品服务、医疗中心服务、职业健康管理、职业医学、职业安全管理、工作安全、办公场所安全、员工的社会心理咨询、TEOX在线职业健康和安全、TOGs有害物质管理。

## 外部連結
- 官方网站